# 科尔沁镇
科尔沁镇，是中华人民共和国内蒙古自治区兴安盟科尔沁右翼前旗下辖的一个乡镇级行政单位。

## 行政区划
科尔沁镇下辖以下地区：
兴科社区、宇科社区、碧桂园社区、远征村、远峰村、远大村、大坝沟村、远华村、远景村、湖南村、远新村、远光村、柳树川村、平安村和乌兰浩特社区。